# Хлум Свате Маржи
Хлум Свате Маржи (чеш. Chlum Svaté Maří) је насељено мјесто са административним статусом сеоске општине (чеш. obec) у округу Соколов, у Карловарском крају, Чешка Република.

## Становништво
Према подацима о броју становника из 2014. године насеље је имало 289 становника.